# عويسبة داكنة
عويسبة داكنة (الاسم العلمي:Eristalis obscura) هي نوع من الحشرات تتبع جنس العويسبة من فصيلة السرفات.